# 18174 Khachatryan
18174 Khachatryan è un asteroide della fascia principale. Scoperto nel 2000, presenta un'orbita caratterizzata da un semiasse maggiore pari a 2,3173756 UA e da un'eccentricità di 0,1061615, inclinata di 5,76783° rispetto all'eclittica.